# Alois Amann
Alois Amann (* 23. Dezember 1864 in Hohenems; † 7. März 1932 ebenda) war ein österreichischer Politiker (CSP) und Stickereifabrikant. Er war von 1902 bis 1914 sowie von 1918 bis 1923 Abgeordneter zum Vorarlberger Landtag und von 1913 bis 1919 Bürgermeister von Hohenems. 

## Leben und Wirken
Amann gründete 1896 ein Stickereiunternehmen in Hohenems und wurde 1924 Ersatzmann des Direktors der Hypothekenbank des Landes Vorarlberg. Er war Gründer der Christlichsozialen Partei Hohenems und fungierte als Obmann dieser Ortsparteigruppe. Nachdem Amann 1902 bei der Landtagswahl in Vorarlberg kandidiert hatte, wurde er in diesem Jahr als Abgeordneter der Landgemeinden für den Wahlbezirk Feldkirch – Dornbirn im Vorarlberger Landtag angelobt und gehörte in der Folge dem Landtag bis 1923 an. Er war vor dem Ersten Weltkrieg Mitglied im Finanzausschuss, Mitglied im Wahlreformausschuss und Mitglied im VolkswirtschaftlichenAusschuss, wobei er dem Finanzausschuss 1908 als Obmann vorstand. Zwischen 1914 und 1918 wurde der Landtag in der Folge des Ausbruchs des Ersten Weltkriegs nicht einberufen, danach gehörte Amann ab dem 3. November 1918 als Mitglied der provisorischen Vorarlberger Landesversammlung an. Er wurde 1919 im Wahlbezirkes Feldkirch als Abgeordneter des regulären Landtags wiedergewählt und gehörte dem Landtag bis zum 5. November 1923 an. Zwischen 1919 und 1923 war er Mitglied sowie Obmann im Finanzausschuss, des Weiteren gehörte er dem Finanz- und Steuerausschuss sowie der Volkswirtschaftlichen Ausschuss und der Ausschuss für Straßen- und Wasserbauten als Mitglied an. 
Neben seiner Tätigkeit als Landtagsabgeordneter war Amann von 1903 bis 1914 Ersatzmitglied für Johann Kohler bzw. Josef Ölz im Landesausschuss. Danach fungierte er von 1918 bis 1919 als Ersatzmitglied für Otto Ender im Landesrat und war danach bis 1923 Ersatzmitglied für Franz Loser in der Landesregierung. Er wirkte lokalpolitisch von Juni 1913 bis Mai 1919 als Bürgermeister von Hohenems und war Mitglied des katholischen Arbeitervereins Des Weiteren engagierte er sich als Gründungsmitglied des Vorarlberger Turner- und Athletenverbandes und des Vorarlberger Rheingaus, wobei er in beiden Verbänden führende Funktionen innehatte. Amann war zudem Kammerrat in der Vorarlberger Handelskammer.

## Privates
Amann wurde als Sohn des Landwirts und Webers Gottfried Amann (1827–1914) und dessen Gattin Franziska Vogel (1833–1916) geboren, wobei seine Eltern in Hohenems geboren wurden und auch dort verstarben. Alois Amann heiratete am 28. August 1893 in Götzis die aus Lustenau stammende Ottilie Mathis (1869–1961) und wurde in der Folge Vater von fünf Töchtern und drei Söhnen.

## Auszeichnungen
- Kriegskreuz für Zivilverdienst II. Klasse
- Goldenes Ehrenblatt der deutschen Turnerschaft
- Kommerzialrat